# Serhij Čebotajev
Serhij Jevhenovyč Čebotajev (in ucraino Сергій Євгенович Чеботаєв?; Zaporižžja, 7 marzo 1988) è un ex calciatore ucraino, di ruolo difensore.

## Carriera
Ha giocato nella prima divisione ucraina ed in quella bielorussa.